# Mr. Visserplein
Mr. Visserplein (« Place M. Visser » en néerlandais) est une place du centre d'Amsterdam, aux Pays-Bas, sur l'intersection de la Waterlooplein, la Jonas Daniël Meijerplein, la Muiderstraat, la Valkenburgerstraat, la Rapenburgerstraat et la Jodenbreestraat.
La place porte le nom de Louis Ernest Visser, qui était président de la cour suprême des Pays-Bas de 1939 à 1940 et qui a courageusement résisté à l'oppression des juifs sous l'occupation allemande pendant la Seconde Guerre mondiale.